# Peter Sopko
Peter Sopko (* 12. listopadu 1951) je bývalý slovenský fotbalový útočník.

## Fotbalová kariéra
V československé lize hrál za Tatran Prešov. Nastoupil ve 2 ligových utkáních. Gól v lize nedal.

## Ligová bilance
| Ročník                                   | Zápasy | Góly | Minuty | Klub          |
| ---------------------------------------- | ------ | ---- | ------ | ------------- |
| 1. československá fotbalová liga 1970/71 | 2      | 0    | 51     | Tatran Prešov |
| CELKEM                                   | 2      | 0    | 51     |               |